# Monte San Salvatore (Madonie)
Il Monte San Salvatore (1.912 m s.l.m.) è una montagna della catena montuosa delle Madonie. 

## Descrizione
È una delle cime più elevate delle Madonie e, con i suoi 1.912 m s.l.m., rappresenta la terza cima più elevata della Sicilia, superata solo dall'Etna (3.357 m) e da alcune vette facenti parte del massiccio del Pizzo Carbonara (1.979 m).
La zona sommitale è una panoramica cresta di arenarie silicee, che si allunga in direzione est-ovest con vista sui Nebrodi, sul massiccio del Carbonara, sulle Petralie e sulla valle dell’Imera. Il versante settentrionale e quello meridionale ospitano ancora faggete percorse da stradelle forestali nel versante sud, ma impenetrabili e selvagge in quello nord. Una piccola Sella collega la cima del San Salvatore all’adiacente rilievo montuoso detto Monte Alto o semplicemente Madonna dell'Alto (1.817 m), situato circa 1 km in linea d’aria in direzione sudovest, ove sorge un eremo costruito nel XIV secolo, il santuario della Madonna dell'Alto, meta di pellegrinaggi religiosi da Petralia Sottana e Castellana Sicula.
L’ascesa di Monte San Salvatore rappresenta uno tra i più bei itinerari delle Madonie; tra i vari sentieri escursionistici, uno dei percorsi consigliati collega la borgata di Nociazzi (Castellana Sicula, PA) al già citato santuario della Madonna dell’Alto, per poi proseguire fino alla vetta.
Il clima sulla vetta in estate raggiunge mediamente temperature poco più superiori ai 20 gradi C. In inverno la temperatura raggiunge circa -1 gradi C con temperature che in inverni molto rigidi possono scendere oltre i -10 C.

## Flora
Per quanto riguarda la flora, la normale fascia vegetazionale composta da querce e lecci cede generalmente il passo al faggio al di sopra dei 1500 metri di quota. Tuttavia, in alcuni punti si è osservato che la lecceta si spinge fino a circa 1800 m s.l.m., ad esempio nei versanti meridionali del vicino Monte Quacella (1.869 m).
Nel vallone Madonna degli Angeli e sui rilievi limitrofi, dove cresce la faggeta, incontriamo anche il relitto dell’associazione vegetale faggio e abete, molto diffusa nell'Appennino.